# Candy (компания)
Candy Group е италианска група компании, голям производител на битова техника. Седалището ѝ е разположено в град Бругерио, близо до Милано. Candy е дъщерна компания на китайския холдинг Haier.

## История
През 1927 г. предприемачът Еден Фумагали (ит. Eden Fumagalli) основава в Монца компанията Officine Meccaniche Eden Fumagalli (Omef), специализирана в производството на инструментална механика, металообработващи машини, а впоследствие, на перална машина за промишлено използване. По време на Втората световна война започват проучвания за създаване на домашна перална машина. Първият модел е тестван в средата на 1944 г. и пуснат в производство през 1946 г. Официалното наименование на модела е „Modello 50“. Тази пералня е първият масово произвеждан модел на перална машина в Италия. Същата година компанията сменя названието си на Candy, която година се смята за основаване на новата компания. Синовете на основателя Енцо, Пепелино и Нисо Фумагали работят в компанията и се насочват към разработване на перални с автоматизирано управление и по-добра функционалност.
През 1950 г. Candy се премества в нова фабрика в Монца и пуска на пазара Bi-Matic, първата италианска полуавтоматична перална машина. Това е голям успех, който отваря пътя зад граница – Candy е първият италиански производител на битова техника, излязъл на международния пазар.
От 1970-те години насам Candy целенасочено купува други компании, производители на битова техника. Така, през 1970 г. е купен италианският завод за кухненски печки La Sovrana Italia, през 1985 г. – производителя на хладилници, перални машини и сушилни Zerowatt Italia, през 1987 г. – френският производител на печки и на уреди за вграждане Rosieres, през 1995 г. – компанията за производство на пахосмукачки Hoover European Appliances. През 2005 г. компанията купува известната руска търговска марка перални машини „Вятка“ („Vyatka“) и производителя им, завода „Веста“ в град Киров.
През януари 2019 г. китайската компания Haier напълно поглъща производителя Candy.

## Дейност
Компанията притежава брандовете Candy, Rosieres, Hoover, Otsein-Hoover, Helkama-Hoover, Zerowatt, Iberna и Gias, Вятка (Vyatka). Candy има девет предприятия – в Италия, Франция, Испания, Великобритания, Русия, Чехия, Турция и Китай. Основните направления в производството са перални и перално-сушилни машини, сушилни машини, съдомиялни машини, хладилници, кухненска техника за вграждане, плотове и прахосмукачки.

## Ръководство
Купена вече от китайската компания „Haier“, обединената компания е наречена „Haier Europe“, а обединеният офис е разположен в г. Бругерио (провинция Монца, на север от Милано).
От 2019 г. генерален директор е Яник Ферлан, оперативен директор – Семи Левит.